# Bickleigh Castle
Bickleigh Castle är ett slott i Storbritannien.   Det ligger i grevskapet Devon och riksdelen England, i den södra delen av landet, 250 km väster om huvudstaden London. Bickleigh Castle ligger 54 meter över havet.
Terrängen runt Bickleigh Castle är huvudsakligen platt, men åt sydost är den kuperad. Bickleigh Castle ligger nere i en dal. Runt Bickleigh Castle är det ganska tätbefolkat, med 80 invånare per kvadratkilometer. Närmaste större samhälle är Exeter, 14,2 km söder om Bickleigh Castle. Trakten runt Bickleigh Castle består i huvudsak av gräsmarker.